# Surfin' Safari
| Recensione                    | Giudizio |
| ----------------------------- | -------- |
| AllMusic                      |          |
| Blender                       | [ 1 ]    |
| Encyclopedia of Popular Music | [ 2 ]    |
| The Rolling Stone Album Guide | [ 3 ]    |
| Piero Scaruffi                | 3/10     |

Surfin' Safari è il primo album in studio dei The Beach Boys del 1962. Il disco raggiunse la 32ª posizione nella classifica americana durante le 37 settimane che rimase in classifica.

## Descrizione
Nell'autunno del 1961, i cugini Brian Wilson e Mike Love composero una canzone sul surf, intitolata Surfin' dietro suggerimento del fratello minore di Brian, Dennis Wilson, grande appassionato di quello sport. Ben presto formarono una band, reclutando il più piccolo dei fratelli Wilson, Carl, alla chitarra elettrica e il compagno di scuola di Brian alle superiori, Al Jardine, alla chitarra ritmica. Brian avrebbe suonato il basso, Dennis la batteria e Mike sarebbe stato il cantante-frontman. Pubblicata su singolo in dicembre, con la produzione di Hite Morgan, e con Luau sul lato B, Surfin' raggiunse la posizione numero 75 nella classifica Top 100 statunitense all'inizio del 1962.
Il padre dei ragazzi, Murry Wilson, divenne il manager del gruppo. In primavera, egli sottopose un nastro demo semi-professionale del gruppo all'attenzione della Capitol Records. I Beach Boys furono ingaggiati e il nuovo singolo Surfin' Safari / 409 venne pubblicato nel giugno seguente. Al Jardine lasciò il gruppo prima della registrazione del demo, sostituito da un amico di Carl, David Marks, fino alla fine del 1963. Con Surfin' Safari e 409 entrambe divenute dei successi, la Capitol Records approvò l'uscita di un album completo della band. Brian Wilson, che regolarmente collaborava per la stesura dei pezzi con Mike Love e Gary Usher, contribuì alle canzoni che formarono il primo LP.
Surfin' Safari, nonostante l'attribuzione ufficiale a Nick Venet, venne notoriamente prodotta da Brian Wilson. Il secondo singolo, Ten Little Indians, ebbe meno fortuna, raggiungendo solamente la posizione numero 49 in classifica. Anche se Mike e Brian erano i due cantanti principali del gruppo, anche Dennis debuttò come voce solista nel brano Little Girl (You're My Miss America).
In Gran Bretagna, l'album non venne pubblicato fino all'aprile 1963, e fallì l'entrata in classifica.

### Copertina
La foto di copertina dell'album mostra i cinque membri della band a bordo di un'auto sulla spiaggia di Paradise Cove, a Malibù. La foto fu scattata dal fotografo ufficiale della Capitol, Ken Veeder.

## Tracce
Lato 1
1. Surfin' Safari (Brian Wilson/Mike Love) - 2:05 1
2. County Fair (Brian Wilson/Gary Usher) - 2:15 1
3. Ten Little Indians (Brian Wilson/Gary Usher) - 1:26 1
4. Chug-A-Lug (Brian Wilson/Gary Usher/Mike Love) - 1:59 1
5. Little Girl (You're My Miss America) (Catalano/Herb Alpert) - 2:04 2
6. 409 (Brian Wilson/Mike Love/Gary Usher) - 1:59 1

Lato 2
1. Surfin' (Brian Wilson/Mike Love) - 2:10 1
2. Heads You Win - Tails I Lose (Brian Wilson/Gary Usher) - 2:17 1
3. Summertime Blues (Eddie Cochran/Jerry Capeheart) - 2:09 3
4. Cuckoo Clock (Brian Wilson/Gary Usher) - 2:08 4
5. Moon Dawg (Derry Weaver) - 2:00 (strumentale)
6. The Shift (Brian Wilson/Mike Love) - 1:52 1

### Specifiche esecutori
- 1 con Mike Love come voce solista
- 2 con Dennis Wilson come voce solista
- 3 con Carl Wilson come voce solista e con David Marks all'armonica
- 4 con Brian Wilson come voce solista

## Formazione
- Alan Jardine - voce, basso (in Surfin')
- Mike Love - voce solista
- David Marks - chitarra ritmica, armonica, voce (tranne Surfin')
- Brian Wilson - basso, tastiere, voce
- Carl Wilson - chitarra elettrica, voce
- Dennis Wilson - batteria, voce

## Cover
La canzone Surfin' Safari è stata reinterpretata dai Ramones nell'album Acid Eaters